# La Lorraine (paquebot)
Pour les articles homonymes, voir Lorraine (homonymie).
La Lorraine est le premier d’une série de deux navires, le second étant La Savoie. C’est, à l’époque, le plus grand paquebot français.
Sa carrière fut entachée très tôt par plusieurs avaries techniques et par quatre abordages.
Il fut mis en service en août 1900 sur la ligne Le Havre—New York.
En août 1914, il est converti en croiseur auxiliaire et rebaptisé Lorraine II. Il est utilisé comme transport de troupes à compter de 1917, sous son nom d’origine. Il est remis en service sur la ligne Le Havre—New York en février 1919, et vendu à la démolition à Penhoët fin 1922.